# American Nightmare 4 : Les Origines
Pour les articles homonymes, voir American Nightmare.
Série American Nightmare
American Nightmare 3 : Élections
(2016) American Nightmare 5 : Sans Limites
(2021)
Pour plus de détails, voir Fiche technique et Distribution.
American Nightmare 4 : Les Origines, ou La Première Purge au Québec, (The First Purge) est un thriller dystopique américain réalisé par Gerard McMurray et sorti en 2018.
C'est le quatrième volet de la série de films American Nightmare / La Purge, entamée en 2013 avec le film du même titre, également écrit par James DeMonaco. Il s'agit d'un préquel, il se déroule donc chronologiquement avant les trois films et la série télévisée de la franchise.
Comme ses prédécesseurs le film reçoit un accueil critique assez mitigé, mais reste un succès au box-office. Avec 136 millions de dollars de recettes mondiales c'est le film de la série ayant rapporté le plus de bénéfices. C'est également le premier à dépasser le seuil du million d'entrées en France. En juillet 2021, le film sort sur Netflix un peu avant la sortie de American Nightmare 5 au cinéma le 4 août 2021.

## Synopsis
En 2014, à l'aube d'une crise économique, les Nouveaux Pères Fondateurs prennent le pouvoir aux États-Unis. Le Dr May Updale propose alors une idée : une Purge. Durant une période de douze heures consécutives toute activité criminelle est permise. Au cours de cette nuit, chacun peut ainsi évacuer ses émotions négatives en se vengeant ou plus simplement en s'adonnant à la violence gratuite. Pour le Dr Updale c'est le moyen idéal d'évacuer la violence et la haine et donc de résoudre le problème de la criminalité durant le reste de l'année.
En 2017, les Nouveaux Pères Fondateurs décident de tester l'idée. Une première Purge expérimentale est lancée dans Staten Island, un quartier de New York, sur la base du volontariat. Les habitants de l'île qui accepteront de rester chez eux durant la nuit seront payés 5 000 $ et ceux qui sortiront commettre des meurtres toucheront un bonus (ce dernier sera de plus en plus élevé en fonction du nombre de personnes tuées). Cependant l'expérience est un échec, alors que des petits groupes tuent, la plupart des participants font la fête et commettent de simples délits. Les Nouveaux Pères Fondateurs décident alors, afin de contrer cet échec, d'envoyer des mercenaires sur place pour tuer et permettre à l'expérience d'être un succès.
Peu à peu, le projet échappe au Dr Updale et les véritables intentions des Nouveaux Pères Fondateurs se révèlent.

## Fiche technique
Sauf indication contraire, les informations mentionnées dans cette section peuvent être confirmées par la base de données cinématographiques IMDb,  présente dans la section « Liens externes ».
- Titre original : The First Purge
- Titre français : American Nightmare 4 : Les Origines
- Titre québécois : La Première Purge
- Réalisation : Gerard McMurray
- Scénario : James DeMonaco
- Direction artistique : David Blankenship
- Décors : Matthew Sullivan
- Costumes : Amela Baksic
- Photographie : Anastas N. Michos
- Montage : Jim Page
- Musique : Kevin Lax
- Casting : Christine Kromer, Sarah Domeier et Terri Taylor
- Production : Michael Bay, Jason Blum, Andrew Form, Brad Fuller et Sébastien K. Lemercier
- Sociétés de production : Blumhouse Productions, Platinum Dunes, Man in a Tree Productions et Perfect World Pictures
- Société de distribution : Universal Pictures
- Budget : 13 millions de dollars[2]
- Pays d'origine :  États-Unis
- Langues originales : anglais
- Format : couleur — 2,39 : 1 — son Dolby Digital / Dolby Surround 7.1 / Dolby Atmos
- Genre : Action, horreur, thriller et science-fiction
- Durée : 97 minutes
- Dates de sortie :
  - États-Unis, Canada, Québec, France : 4 juillet 2018
- Classifications : 
  - Interdit aux moins de 12 ans[5] en France par le CNC
  - Déconseillé aux moins de 16 ans à la télévision.
  - 13+ (violence) au Québec par la Régie du cinéma
  - R (Restricted) aux États-Unis par le MPAA

## Distribution
- Marisa Tomei (VF : Stéphanie Lafforgue ; VQ : Catherine Proulx-Lemay) : Dr May Updale / l'architecte
- Patch Darragh (VF : Jérôme Wiggins ; VQ : Tristan Harvey) : Arlo Sabian
- Y'lan Noel (en) (VF : Namakan Koné ; VQ : Christian Perrault) : Dmitri « D » Silver
- Lex Scott Davis (VF : Victoria Grosbois ; VQ : Geneviève Bédard) : Nya
- Joivan Wade (en) (VF : Simon Koukissa ; VQ : Nicholas Savard L'Herbier) : Isaiah
- Mugga (VF : Virginie Emane ; VQ : Catherine Hamann) : Dolores
- Christian Robinson (VF : Alex Fondja ; VQ : Hugolin Chevrette) : Capital A
- Lauren Vélez (VF : Maïk Darah ; VQ : Pascale Montreuil) : Luisa
- Kristen Solis (VF : Alice Orsat ; VQ : Marguerite D'Amour) : Selina
- Maria Rivera : Anna
- Chyna Layne (en) : Elsa
- Siya (en) : Blaise
- Melonie Diaz (VF : Alice Taurand) : Juani
- Mo McRae (VF : Mohamed Sanou ; VQ : Frédéric Millaire-Zouvi) : 7 & 7
- Steve Harris (VF : Daniel Lobé ; VQ : Louis-Philippe Dandenault) : Freddy
- Rotimi Paul (VF : Diouc Koma ; VQ : Kevin Houle) : Skeletor
- Levy Tran (VF : Caroline Cadrieu) : Roenick

Sources et légende: Version française (VF) sur AlloDoublage, Version québécoise (VQ) sur Doublage.qc.ca

## Production

### Développement
En septembre 2016, le créateur de la franchise, James DeMonaco annonce le développement d'un quatrième volet de la série qui serait un préquel et reviendrait aux origines de la Purge.
En février 2017, James DeMonaco confirme le lancement de la production du quatrième volet que cette fois-ci il ne réalisera pas. Le réalisateur Gerard McMurray est alors engagé pour mettre en scène le film. James DeMonaco reste néanmoins le scénariste du film. La sortie du film est également annoncée pour l'été 2018.
En juillet 2017, il est annoncé que Gerard McMurray a été choisi pour réaliser le film.

### Attribution des rôles
Dans l'optique du rééquilibrage des quotas il est convenu que ce quatrième opus sera en grande partie dédié aux acteurs noirs et qu'ils se verront ainsi confiés des rôles sociaux importants. Ainsi en septembre 2017, Y'Lan Noel et Lex Scott Davis signent pour rejoindre la distribution du film. Pour les deux acteurs cette politique de quotas leur offre le premier film de leur carrière.

### Tournage
Le tournage du film s'est déroulé entre la mi-septembre et le 8 novembre 2017 à Buffalo dans l'État de New York.

## Accueil

### Critiques
Le film reçoit généralement des critiques mitigées. Sur le site agrégateur de critiques Rotten Tomatoes, il obtient un score de 55 % de critiques positives, avec une note moyenne de 5,5/10 sur la base de 98 critiques positives et 79 négatives.
Le consensus critique établi par le site résume que le film devrait satisfaire les fans de la franchise et les spectateurs voulant de la violence et des sensations fortes, mais que ce que le film essaye de dénoncer le dépasse.
Jean-François Rauger, pour Le Monde, y voit « la représentation symbolique d’une dimension infernale des mythes sur lesquels reposent les Etats-Unis ». Sur Metacritic, il obtient un score de 54/100 sur la base de 39 critiques.

### Box-office
| Pays ou région        | Box-office        | Date d'arrêt du box-office | Nombre de semaines |
| --------------------- | ----------------- | -------------------------- | ------------------ |
| États-Unis Canada     | 69 488 745 $      | 6 septembre 2018           | 9                  |
| France                | 1 042 541 entrées | 10 octobre 2018            | 14                 |
| Total hors États-Unis | 67 567 517 $      | 3 janvier 2019             | 22                 |
| Total mondial         | 137 056 262 $     | 3 janvier 2019             | 22                 |